# Annick Menardo
Annick Menardo (* in Cannes) ist eine französische Parfümeurin.
Annick Menardo studierte zunächst Medizin und Biologie. Zur Parfümeurin ließ sie sich am Institut ISIPCA in Versailles ausbilden. In den folgenden Jahren war sie Assistentin des Parfümeurs Michel Almairac. Seit 1991 arbeitet sie für den Duftstoffhersteller Firmenich. Zu ihren bekanntesten Kreationen gehört Body Kouros für Yves Saint Laurent oder Hypnotic Poison für Christian Dior.

## Düfte (Auswahl)
- Lolita Lempicka Au Masculin, Lolita Lempicka
- Body Kouros, Yves Saint Laurent
- Hypnotic Poison, Christian Dior
- Bois d’Argent, Christian Dior
- Boss Bottled, Boss
- Black, Bvlgari
- Lolita Lempicka, Lolita Lempicka
- Patchouli 24, Le Labo
- Bois d’Arménie, Guerlain
- Altikä, Yves Rocher
- Comme une Evidence Femme, Yves Rocher
- Fuel For Life, Diesel
- Jaïpur Homme, Boucheron
- Visit, Loris Azzaro
- Red, Lacoste
- Moment de Bonheur, Yves Rocher